# Strandlabdarúgás a 2019. évi Európa-játékokon
A 2019. évi Európa-játékokon a strandlabdarúgótornát június 25. és 29. között tartották. A tornán 8 nemzet csapata vett részt.

## Éremtáblázat
|          | Ország              | Arany | Ezüst | Bronz | Összesen |
| 1.       | Portugália (POR)    | 1     | 0     | 0     | 1        |
|          |                     |       |       |       |          |
| 2.       | Spanyolország (ESP) | 0     | 1     | 0     | 1        |
|          |                     |       |       |       |          |
| 3.       | Svájc (SUI)         | 0     | 0     | 1     | 1        |
| Összesen | Összesen            | 1     | 1     | 1     | 3        |

## Érmesek
| A 2019. évi Európa-játékok érmesei strandlabdarúgásban | A 2019. évi Európa-játékok érmesei strandlabdarúgásban | A 2019. évi Európa-játékok érmesei strandlabdarúgásban | A 2019. évi Európa-játékok érmesei strandlabdarúgásban |
| ------------------------------------------------------ | ------------------------------------------------------ | ------------------------------------------------------ | ------------------------------------------------------ |
| arany                                                  | ezüst                                                  | bronz                                                  |                                                        |
| Portugália (POR)                                       | Spanyolország (ESP)                                    | Svájc (SUI)                                            |                                                        |

## Résztvevők
| - Fehéroroszország (BLR) - Olaszország (ITA) - Oroszország (RUS) - Portugália (POR) | - Románia (ROU) - Spanyolország (ESP) - Svájc (SUI) - Ukrajna (UKR) |

## Csoportkör
A csoportkörben minden csapat a másik három csapattal egy-egy mérkőzést játszik, így összesen 6 mérkőzésre kerül sor mind a két csoportban. A csoportokból az első két helyezett jut tovább az elődöntőbe, a további helyezettek helyosztókat játszanak az 5-8. helyért.
Az időpontok helyi idő szerint, a zárójelben magyar idő szerint értendők.

### A csoport
| Hely. | Csapat                 | M | Gy | Gy+ | GyB | V | G+ | G– | Gk  | P | Továbbjutás  |
| ----- | ---------------------- | - | -- | --- | --- | - | -- | -- | --- | - | ------------ |
| 1.    | Portugália (POR)       | 3 | 2  | 0   | 0   | 1 | 16 | 8  | +8  | 6 | Elődöntő     |
| 2.    | Svájc (SUI)            | 3 | 1  | 1   | 0   | 1 | 18 | 6  | +12 | 5 | Elődöntő     |
| 3.    | Fehéroroszország (BLR) | 3 | 1  | 0   | 1   | 1 | 14 | 13 | +1  | 4 | 5–8. helyért |
| 4.    | Románia (ROU)          | 3 | 0  | 0   | 0   | 3 | 3  | 24 | −21 | 0 | 5–8. helyért |

| 2019. június 25. 14:00 (13:00) |

| Portugália (POR) | 1–3 (h. u.) | Svájc (SUI)                 |
| ---------------- | ----------- | --------------------------- |
| Borer 2' (öngól) | Jegyzőkönyv | Hodel 32' Jäggy 39' Ott 39' |

| Olympic Sports Complex, Minszk Játékvezető: Ingilab Mammadov (azeri) |

| 2019. június 25. 19:30 (18:30) |

| Románia (ROU) | 1–6         | Fehéroroszország (BLR)                                      |
| ------------- | ----------- | ----------------------------------------------------------- |
| Ravoiu 18'    | Jegyzőkönyv | Bryshtsel 13' Samsonov 18' 36' Hapon 24' Makarevich 31' 34' |

| Olympic Sports Complex, Minszk Játékvezető: Vladimir Tashkov (bolgár) |

| 2019. június 26. 14:00 (13:00) |

| Portugália (POR)                                                           | 8–2         | Románia (ROU)        |
| -------------------------------------------------------------------------- | ----------- | -------------------- |
| Gonçalves 2' 8' 18' Coimbra 6' B. Santos 7' J. Santos 23' Belchior 33' 35' | Jegyzőkönyv | Florea 4' Ravoiu 35' |

| Olympic Sports Complex, Minszk Játékvezető: Łukasz Ostrowski (lengyel) |

| 2019. június 26. 19:30 (18:30) |

| Fehéroroszország (BLR)                                                           | 5–5 (h. u.) | Svájc (SUI)                             |
| -------------------------------------------------------------------------------- | ----------- | --------------------------------------- |
| Bryshtsel 2' (11-esből) Miranovich 5' Bokach 7' Ryabko 12' Savich 36' (11-esből) | Jegyzőkönyv | Wüest 12' 17' 33' Stankovic 23' Ott 27' |
| Büntetőpárbaj                                                                    |             |                                         |
| Savich Bokach Kanstantsinaiu Samsonov                                            | 3–2         |                                         |

| Olympic Sports Complex, Minszk Játékvezető: Viktor Listratov (orosz) |

| 2019. június 27. 14:00 (13:00) |

| Svájc (SUI)                                                                  | 10–0        | Románia (ROU) |
| ---------------------------------------------------------------------------- | ----------- | ------------- |
| Wüest 4' 30' Stankovic 11' 17' 25' 27' Steinemann 11' 28' Ostgen 18' Ott 32' | Jegyzőkönyv |               |

| Olympic Sports Complex, Minszk Játékvezető: Ingilab Mammadov (azeri) |

| 2019. június 27. 19:30 (18:30) |

| Fehéroroszország (BLR)               | 3–7         | Portugália (POR)                                                                      |
| ------------------------------------ | ----------- | ------------------------------------------------------------------------------------- |
| Bokach 3' Samsonov 4' 14' (11-esből) | Jegyzőkönyv | J. Santos 4' 30' Gonçalves 9' 22' L. Santos 10' (11-esből) B. Santos 23' Belchior 33' |

| Olympic Sports Complex, Minszk Játékvezető: Ago Kärtmann (észt) |

### B csoport
| Hely. | Csapat              | M | Gy | Gy+ | GyB | V | G+ | G– | Gk | P | Továbbjutás  |
| ----- | ------------------- | - | -- | --- | --- | - | -- | -- | -- | - | ------------ |
| 1.    | Spanyolország (ESP) | 3 | 1  | 1   | 0   | 1 | 15 | 15 | 0  | 5 | Elődöntő     |
| 2.    | Ukrajna (UKR)       | 3 | 1  | 0   | 1   | 1 | 11 | 13 | −2 | 4 | Elődöntő     |
| 3.    | Olaszország (ITA)   | 3 | 1  | 0   | 0   | 2 | 13 | 12 | +1 | 3 | 5–8. helyért |
| 4.    | Oroszország (RUS)   | 3 | 1  | 0   | 0   | 2 | 11 | 10 | +1 | 3 | 5–8. helyért |

| 2019. június 25. 15:30 (14:30) |

| Spanyolország (ESP)                     | 5–4 (h. u.) | Oroszország (RUS)             |
| --------------------------------------- | ----------- | ----------------------------- |
| Suárez 13' 22' 39' Gómez 29' Cintas 30' | Jegyzőkönyv | Sisin 14' 25' 30' Zemskov 32' |

| Olympic Sports Complex, Minszk Játékvezető: Sofien Benchabane (francia) |

| 2019. június 25. 18:00 (17:00) |

| Ukrajna (UKR)                        | 4–4 (h. u.) | Olaszország (ITA)                                         |
| ------------------------------------ | ----------- | --------------------------------------------------------- |
| Pachev 18' 33' Nerush 23' Medvid 29' | Jegyzőkönyv | Corosiniti 11' (11-esből) Gentilin 18' Gori 21' Zurlo 30' |
| Büntetőpárbaj                        |             |                                                           |
| Pachev Borsuk Korniichuk Medvid      | 4–3         | Chiavaro Gori Zurlo Marinai                               |

| Olympic Sports Complex, Minszk Játékvezető: Eduards Borisevičs (lett) |

| 2019. június 26. 15:30 (14:30) |

| Olaszország (ITA)                      | 4–2         | Oroszország (RUS)                         |
| -------------------------------------- | ----------- | ----------------------------------------- |
| Corosiniti 7' Gori 20' 34' Carpita 29' | Jegyzőkönyv | Del Mestre 14' (öngól) Krasheninnikov 16' |

| Olympic Sports Complex, Minszk Játékvezető: Vladimir Tashkov (bolgár) |

| 2019. június 26. 15:30 (14:30) |

| Spanyolország (ESP)                                    | 4–6         | Ukrajna (UKR)                                                           |
| ------------------------------------------------------ | ----------- | ----------------------------------------------------------------------- |
| Donaire 14' Torres 18' D. Ardil 20' Nerush 30' (öngól) | Jegyzőkönyv | Korniichuk 2' Zborovskyi 13' I. Borsuk 20' Pachev 26' 30' A. Borsuk 36' |

| Olympic Sports Complex, Minszk Játékvezető: Mikhail Prokharau (fehérorosz) |

| 2019. június 27. 18:00 (17:00) |

| Oroszország (RUS)                                                   | 5–1         | Ukrajna (UKR) |
| ------------------------------------------------------------------- | ----------- | ------------- |
| V. Kryshanov 15' Paporotnyi 17' Zemskov 25' Shishin 34' Romanov 34' | Jegyzőkönyv | Sydorenko 27' |

| Olympic Sports Complex, Minszk Játékvezető: Sergio Soares (portugál) |

| 2019. június 27. 18:00 (17:00) |

| Olaszország (ITA)                                                    | 5–6         | Spanyolország (ESP)                               |
| -------------------------------------------------------------------- | ----------- | ------------------------------------------------- |
| Frainetti 9' Marinai 21' Zurlo 24' Palazzolo 28' Gori 35' (11-esből) | Jegyzőkönyv | Mayor 21' 35' 36' Frutos 24' Gómez 25' Suárez 34' |

| Olympic Sports Complex, Minszk Játékvezető: Łukasz Ostrowski (lengyel) |

## Helyosztók

### Ágrajz
|  |                        |                        |                   |                   |   |                   |                   |               |
|  | Az 5–8. helyért        | Az 5–8. helyért        | Az 5–8. helyért   |                   |   | Az 5. helyért     | Az 5. helyért     | Az 5. helyért |
|  | Az 5–8. helyért        | Az 5–8. helyért        | Az 5–8. helyért   |                   |   | Az 5. helyért     | Az 5. helyért     | Az 5. helyért |
|  | június 28.             |                        |                   |                   |   |                   |                   |               |
|  |                        |                        |                   |                   |   |                   |                   |               |
|  | B3                     | Olaszország (ITA)      | 10                |                   |   |                   |                   |               |
|  | B3                     | Olaszország (ITA)      | 10                | június 29.        |   |                   |                   |               |
|  | A4                     | Románia (ROU)          | 3                 |                   |   |                   |                   |               |
|  | A4                     | Románia (ROU)          | 3                 |                   |   | Olaszország (ITA) | Olaszország (ITA) | 4             |
|  | június 28.             |                        |                   |                   |   | Olaszország (ITA) | Olaszország (ITA) | 4             |
|  |                        |                        | Oroszország (RUS) | Oroszország (RUS) | 3 |                   |                   |               |
|  | A3                     | Fehéroroszország (BLR) | Oroszország (RUS) | Oroszország (RUS) | 3 | 5 (2)             |                   |               |
|  | A3                     | Fehéroroszország (BLR) |                   |                   |   |                   |                   |               |
|  | B4                     | Oroszország (RUS)      | 5 (3)             |                   |   |                   |                   |               |
|  | B4                     | Oroszország (RUS)      | 5 (3)             | A 7. helyért      |   |                   |                   |               |
|  |                        |                        |                   |                   |   |                   |                   |               |
|  | június 29.             |                        |                   |                   |   |                   |                   |               |
|  |                        |                        |                   |                   |   |                   |                   |               |
|  | Románia (ROU)          | Románia (ROU)          | 2                 |                   |   |                   |                   |               |
|  | Románia (ROU)          | Románia (ROU)          | 2                 |                   |   |                   |                   |               |
|  | Fehéroroszország (BLR) | Fehéroroszország (BLR) | 5                 |                   |   |                   |                   |               |
|  | Fehéroroszország (BLR) | Fehéroroszország (BLR) | 5                 |                   |   |                   |                   |               |

### Az 5–8. helyért
| 2019. június 28. 14:00 (13:00) |

| Olaszország (ITA)                                                      | 10–3        | Románia (ROU)               |
| ---------------------------------------------------------------------- | ----------- | --------------------------- |
| Marinai 2' Gori 2' 3' 8' (11-esből) 29' 34' Palmacci 31' 32' Zurlo 33' | Jegyzőkönyv | Croitoru 2' Măciucă 25' 26' |

| Olympic Sports Complex, Minszk Játékvezető: Mikhail Prokharau (fehérorosz) |

| 2019. június 28. 15:30 (14:30) |

| Fehéroroszország (BLR)                                         | 5–5 (h. u.) | Oroszország (RUS)                                          |
| -------------------------------------------------------------- | ----------- | ---------------------------------------------------------- |
| Ryabko 1' Kanstantsinau 2' Piatrouski 11' Hapon 30' Savich 32' | Jegyzőkönyv | N. Kryshanov 11' Paporotnyi 15' (11-esből) 18' Zemskov 34' |
| Büntetőpárbaj                                                  |             |                                                            |
| Savich Bokach Chaikouski                                       | 2–3         | Krasheninnikov Paporotnyi Shishin                          |

| Olympic Sports Complex, Minszk Játékvezető: Vitalij Gomolko (litván) |

### A 7. helyért
| 2019. június 29. 13:00 (12:00) |

| Románia (ROU)         | 2–5         | Fehéroroszország (BLR)                                    |
| --------------------- | ----------- | --------------------------------------------------------- |
| Virtan 5' Măciucă 15' | Jegyzőkönyv | Hapon 2' 18' Samsonov 6' Miranovich 21' Kanstantsinau 36' |

| Olympic Sports Complex, Minszk Játékvezető: Ago Kärtmann (észt) |

### Az 5. helyért
| 2019. június 29. 14:30 (13:30) |

| Olaszország (ITA)                        | 4–3         | Oroszország (RUS)                           |
| ---------------------------------------- | ----------- | ------------------------------------------- |
| Palmacci 17' Gori 25' 34' Corosiniti 30' | Jegyzőkönyv | Zemskov 13' N. Kryshanov 21' Paporotnyi 25' |

| Olympic Sports Complex, Minszk Játékvezető: Vitalij Gomolko (litván) |

## Egyenes kieséses szakasz

### Ágrajz
|  |               |                     |                     |                     |   |                  |                  |       |
|  | Elődöntők     | Elődöntők           | Elődöntők           |                     |   | Döntő            | Döntő            | Döntő |
|  | Elődöntők     | Elődöntők           | Elődöntők           |                     |   | Döntő            | Döntő            | Döntő |
|  | június 28.    |                     |                     |                     |   |                  |                  |       |
|  |               |                     |                     |                     |   |                  |                  |       |
|  | A1            | Portugália (POR)    | 3                   |                     |   |                  |                  |       |
|  | A1            | Portugália (POR)    | 3                   | június 29.          |   |                  |                  |       |
|  | B2            | Ukrajna (UKR)       | 2                   |                     |   |                  |                  |       |
|  | B2            | Ukrajna (UKR)       | 2                   |                     |   | Portugália (POR) | Portugália (POR) | 8     |
|  | június 28.    |                     |                     |                     |   | Portugália (POR) | Portugália (POR) | 8     |
|  |               |                     | Spanyolország (ESP) | Spanyolország (ESP) | 3 |                  |                  |       |
|  | B1            | Spanyolország (ESP) | Spanyolország (ESP) | Spanyolország (ESP) | 3 | 5                |                  |       |
|  | B1            | Spanyolország (ESP) |                     |                     |   |                  |                  |       |
|  | A2            | Svájc (SUI)         | 3                   |                     |   |                  |                  |       |
|  | A2            | Svájc (SUI)         | 3                   | Bronzmérkőzés       |   |                  |                  |       |
|  |               |                     |                     |                     |   |                  |                  |       |
|  | június 29.    |                     |                     |                     |   |                  |                  |       |
|  |               |                     |                     |                     |   |                  |                  |       |
|  | Svájc (SUI)   | Svájc (SUI)         | 5                   |                     |   |                  |                  |       |
|  | Svájc (SUI)   | Svájc (SUI)         | 5                   |                     |   |                  |                  |       |
|  | Ukrajna (UKR) | Ukrajna (UKR)       | 4                   |                     |   |                  |                  |       |
|  | Ukrajna (UKR) | Ukrajna (UKR)       | 4                   |                     |   |                  |                  |       |

### Elődöntők
| 2019. június 28. 18:00 (17:00) |

| Spanyolország (ESP)                      | 5–3         | Svájc (SUI)                    |
| ---------------------------------------- | ----------- | ------------------------------ |
| S. Ardil 22' 25' 36' Mayor 26' Gómez 27' | Jegyzőkönyv | Ott 7' Stankovic 20' Hodel 28' |

| Olympic Sports Complex, Minszk Játékvezető: Eduards Borisevičs (lett) |

| 2019. június 28. 19:30 (18:30) |

| Portugália (POR)                    | 3–2 (h. u.) | Ukrajna (UKR)                           |
| ----------------------------------- | ----------- | --------------------------------------- |
| Madjer 4' Coimbra 27' L. Santos 39' | Jegyzőkönyv | Korniichuk 8' Zavorotnyi 16' (11-esből) |

| Olympic Sports Complex, Minszk Játékvezető: Sofien Benchabane (francia) |

### Bronzmérkőzés
| 2019. június 29. 17:00 (16:00) |

| Svájc (SUI) | 5–4         | Ukrajna (UKR) |
| ----------- | ----------- | ------------- |
|             | Jegyzőkönyv |               |

| Olympic Sports Complex, Minszk Játékvezető: Viktor Listratov (orosz) |

### Döntő
| 2019. június 29. 18:30 (17:30) |

| Portugália (POR) | 8–3         | Spanyolország (ESP) |
| ---------------- | ----------- | ------------------- |
|                  | Jegyzőkönyv |                     |

| Olympic Sports Complex, Minszk Játékvezető: Gionni Matticoli (olasz) |

## Végeredmény
| Hely. | Cs | Csapat                 | M | Gy | Gy+ | GyB | V | G+ | G– | Gk  | P  |
| ----- | -- | ---------------------- | - | -- | --- | --- | - | -- | -- | --- | -- |
|       | A  | Portugália (POR)       | 5 | 3  | 1   | 0   | 1 | 27 | 13 | +14 | 11 |
|       | B  | Spanyolország (ESP)    | 5 | 2  | 1   | 0   | 2 | 23 | 26 | −3  | 8  |
|       | A  | Svájc (SUI)            | 5 | 2  | 1   | 0   | 2 | 26 | 15 | +11 | 8  |
| 4.    | B  | Ukrajna (UKR)          | 5 | 1  | 0   | 1   | 3 | 17 | 21 | −4  | 4  |
| 5.    | B  | Olaszország (ITA)      | 5 | 3  | 0   | 0   | 2 | 27 | 18 | +9  | 9  |
| 6.    | B  | Oroszország (RUS)      | 5 | 1  | 0   | 1   | 3 | 19 | 19 | 0   | 4  |
| 7.    | A  | Fehéroroszország (BLR) | 5 | 2  | 0   | 1   | 2 | 24 | 20 | +4  | 7  |
| 8.    | A  | Románia (ROU)          | 5 | 0  | 0   | 0   | 5 | 8  | 39 | −31 | 0  |